# Wye (rzeka w Wielkiej Brytanii)
Wye (wal. Afon Gwy) – rzeka w Wielkiej Brytanii o długości 210 km, na granicy między Anglią i Walią. Piąta co do długości rzeka w Wielkiej Brytanii. Posiada źródła na wyżynie Plynlimon w Walii. W dolnym biegu meandruje. Uchodzi do estuarium rzeki Severn. Wykorzystywana do rybołówstwa.
Głównymi dopływami Wye są Elan i Lugg. Większe miasta położone nad rzeką to Builth Wells, Hereford, Ross-on-Wye, Monmouth i Chepstow.